# 小行星7472
小行星7472（英語：7472 Kumakiri）是一颗围绕太阳公转的小行星。1992年2月13日，秋山万喜夫、古田俊正在裾野市发现了此天体。
这颗小行星的绝对星等为81.64563794163024等。